# Spiochaetopterus solitarius
Spiochaetopterus solitarius är en ringmaskart som först beskrevs av Rioja 1917.  Spiochaetopterus solitarius ingår i släktet Spiochaetopterus och familjen Chaetopteridae. Arten har ej påträffats i Sverige. Inga underarter finns listade i Catalogue of Life.